# Great White (SeaWorld San Antonio)
Pour les articles homonymes, voir Great White.
Great White sont des montagnes russes inversées du parc SeaWorld San Antonio, situé à San Antonio, au Texas, aux États-Unis.

## Le circuit

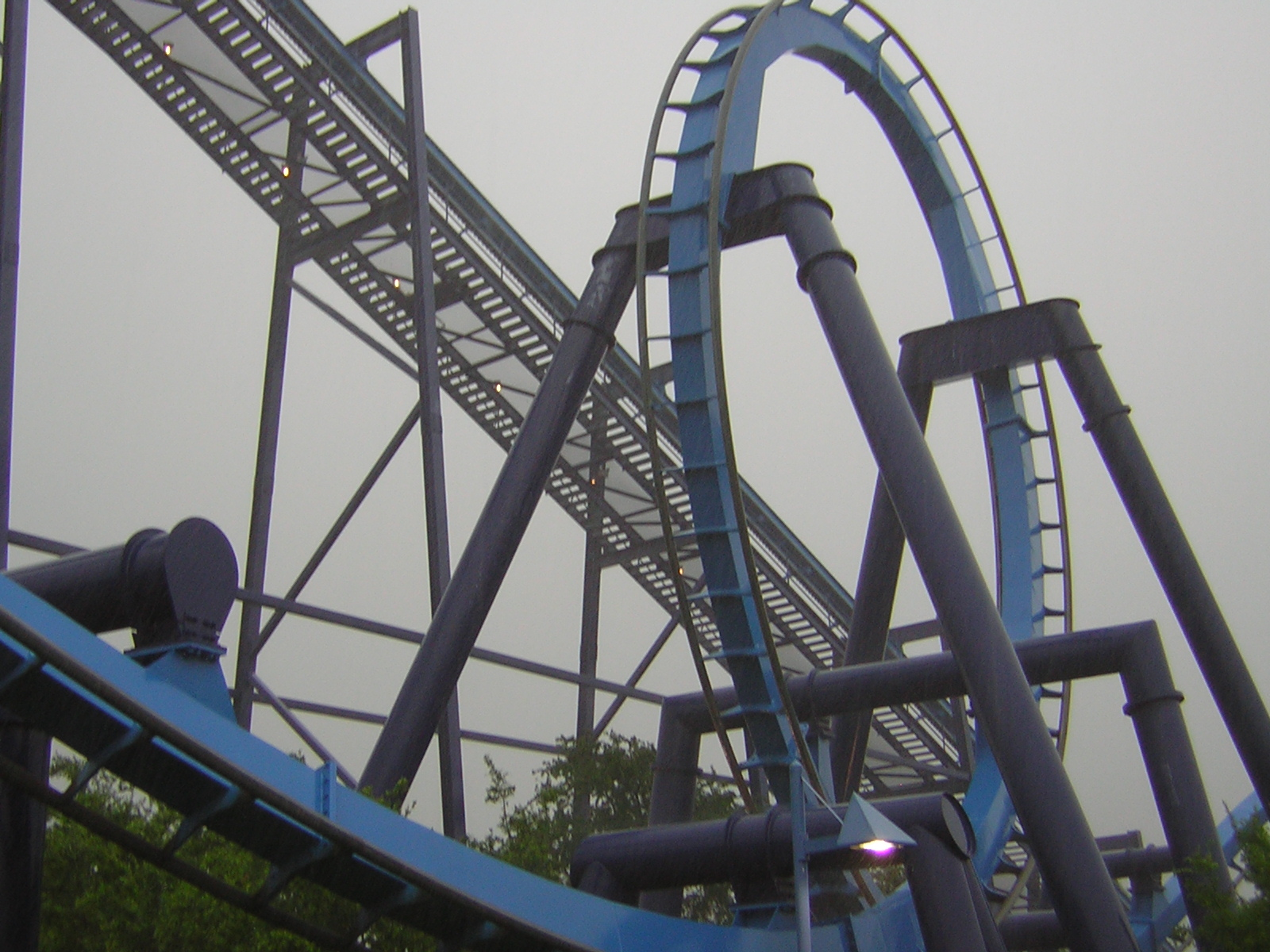
Looping vertical de Great White.

Le parcours de Great White fait cinq inversions : un looping vertical, un zero-G roll, un looping vertical et deux tire-bouchons.

## Statistiques
- Trains : 2 trains de 8 wagons. Les passagers sont placés par 4 sur un seul rang pour un total de 32 passagers par train.